# Els inicis del cinema a Catalunya
Tradicionalment, es considera com la gran arribada del cinema a Catalunya la projecció realitzada amb el cinematògraf dels germans Lumière, al Nadal del 1896. La primera projecció, portada a terme – o no -  pels mateixos Lumière, va tenir lloc el dia 10  de desembre del 1896, a l'estudi fotogràfic dels Napoleón (els germans Antonio i Emilio Fernández), situat a la Rambla de Santa Mònica n. 15-17. Dos dels films mostrats a aquesta primera projecció van ser: Querelle enfantine (núm.82 del catàleg) i Partie d'écarté (núm. 73 del catàleg).
Tot i així, abans de la presentació de la casa Lumière, molts altres invents, com el quinetoscòpi o el quinetògraf, van ser també portats i mostrats a Barcelona.

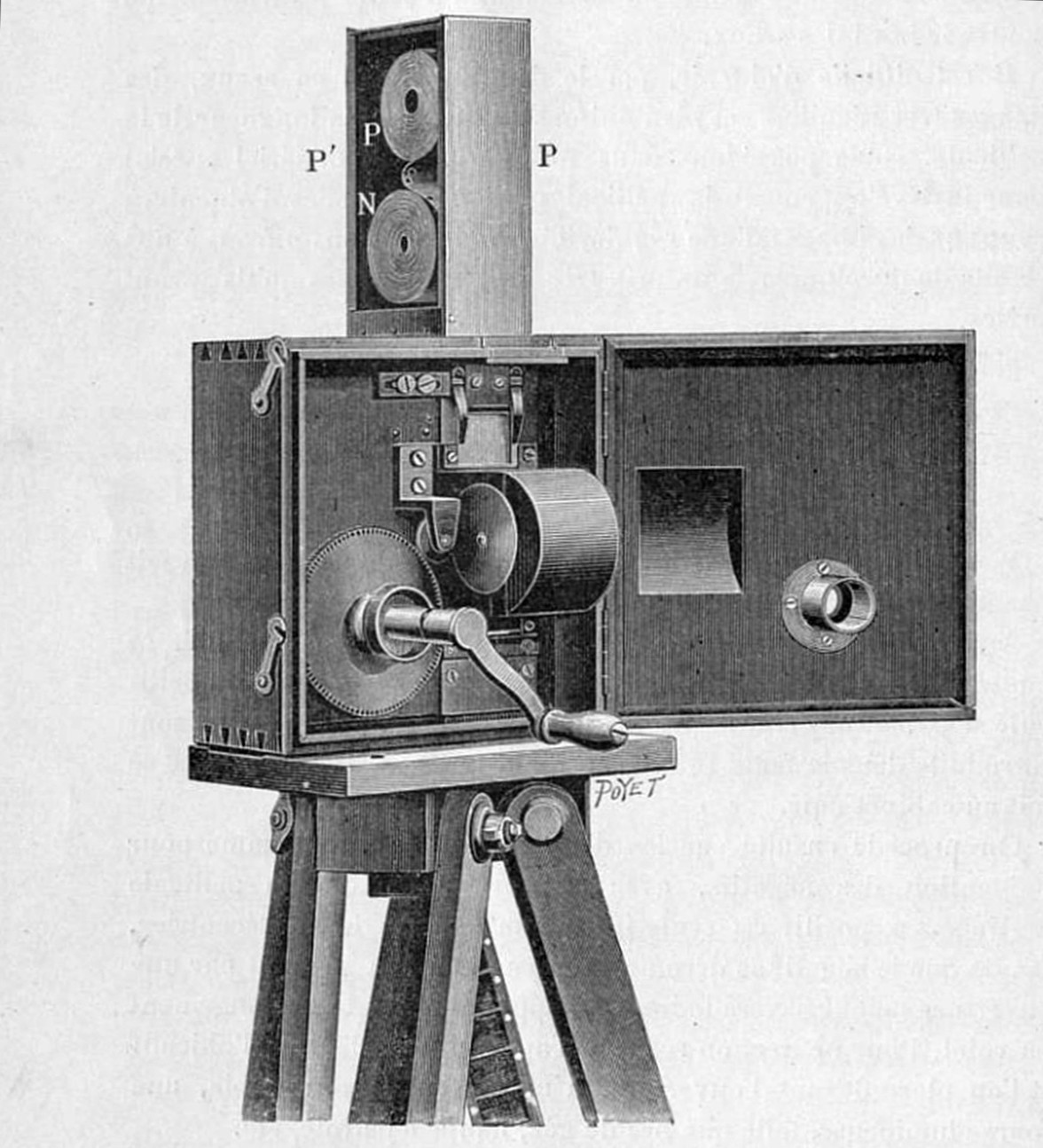
Cinematògraf Lumière

## Abans del desembre de 1896
Segons sembla, el dia 2 de maig del 1895 es va presentar el Kinetoscopi d'Edison, a una barraca a la qual li van dir "Saloncito Edison", a la plaça de Catalunya. A aquesta projecció, se'ls hi va mostrar als espectadors "una disputa a un bar i la dansa serpentina de Loïe Fuller".
El 24 de maig de 1896 estava programada l'arribada de l'Animatògraf a Barcelona, de Robert W. Paul, el qual mostrava "fotografies animades". Però, aparentment i segons el que es pot deduir a partir de la premsa de l'època, aquesta projecció no va arribar a tenir lloc o, almenys, no va tenir cap èxit (el contrari del que va passar a Madrid).
Malgrat el fracàs de l'animatògraf, el dia 4 de juny es va presentar el quinetògraf, a la sala de descans del teatre Principal. Però aquest tampoc va funcionar massa bé i només va durar uns dies.
Per acabar, també sembla que es van realitzar projeccions amb un cinematògraf, potser dels Lumière o una imitació, durant els dies entre el 26 al 29 de novembre del 1896, al teatre Novedades.
A voltants del juny de 1896, va venir a Espanya l'operador de la casa dels Lumière, Alexandre Promio, el qual va gravar la primera pel·lícula dels Lumière a Espanya: Place du Port à Barcelone.

## La casa Lumière a Barcelona
Segons una notícia publicada pel Diari de Barcelona, el dia 14 de desembre del mateix any, va quedar oficialment inaugurat el cinematògraf a Barcelona, posant la venda d'entrades pública. Els beneficis d'aquestes entrades van ser destinats a fons per ajudar els soldats ferits que retornaven de la guerra de Cuba. Amb la compra d'una entrada s'accedia al visionament d'unes vuit pel·lícules en 20 minuts. Algunes de les pel·lícules que van ser mostrades durant aquest són:
1. Desfilada del regiment de llancers de la reina a Madrid (núm. 264).[7]
2. Pas d'un riu per cavalls i genet (núm. 186).[8]
3. Muntanyes russes nàutiques al llac Leman de Ginebra (núm. 98).[9]
4. Arribada del tren a l'estació (núm. 8).[10]
5. Hora del ranxo a una caserna (núm. 270).[11]
6. El regador regat (núm. 99).[12]

## Les primeres gravacions a Barcelona
A partir d'aquell moment, Barcelona i, en global, gran part d'Espanya, va començar a ser escenari de moltes imatges gravades per la casa Lumière. Oficialment, el catàleg Lumière ofereix el nom dels films gravats a les diferents ciutats. Els realitzats a Barcelona són els següents:
1. Déchargement d'un navire (núm. 34).
2. Espagne: courses de taureaux, II (núm. 435)
3. Panorama du port, I (núm. 787).
4. Panorama du port, II (núm. 788).
5. Régiment d'artillerie sortant de la messe (núm.789).
6. Defile d'un régiment d'infanterie (núm. 790).
7. Artillerie de montagne avec mulets (núm. 791).
8. Hussards: Défilé en tenue d'exercice (núm. 792).
9. Hussards: Défilé par quatre (núm. 793).
10. Défilé au trot (núm. 794).
11. Cavalerie (núm. 795).

## Les primeres sales de projecció
Al principi, com ja s'ha pogut anar veient als apartats anteriors, els primers espais on es mostraven les noves invencions en l'àmbit fotogràfic eren sales als teatres i zones d'oci, on es reunien les elits burgeses interessades pels avenços científics i, no tant, pel simple entreteniment de veure imatges en moviment.
A mesura que les projeccions deixaven de ser una novetat i passaven a formar part de la normalitat, el seu públic va començar a canviar. La burgesia va deixar d'assistir a les projeccions i se li va obrir les portes a un nou i més ampli públic popular.
A partir d'aquell moment, les projeccions es van començar a realitzar en fires i barraques, abandonant de tal forma, els teatres i estudis fotogràfics. L'únic d'aquests que va continuar sent important va ser els dels germans Napoleón que, un any després de la seva inauguració, va canviar el seu nom de "cinematògraf Lumière" a "cinematògraf Napoleón". La sala dels Napoleón va continuar sent molt popular, fins a l'any 1910, quan va tancar definitivament.
Un cinema molt conegut a l'època va ser el "Cinematògraf Colom". D'aquest se sap ben poc, i del que se sap, hi ha en realitat diferents versions. La informació més fiable sembla indicar que aquest va ser inaugurat pels germans Napoleón i regit durant el seu temps d'obertura pels Belio (propietaris del Museu de Figures de Cera). Però, independentment de qui pertanyés el cinema, el que és important d'aquest és on estava situat i què significava això. El "Cinematògraf Colom" es trobava a la Plaça Portal de la Pau, al port, entre les Rambles i el Paral·lel. Per tant, el cinema se situava al centre de la ciutat, a un lloc molt concorregut, on tothom podia anar (també degut al baix preu de les entrades, uns 25 cèntims).
Un altre cinema ambulant que cal destacar és el Farrusini. Aquest va passar per tot Espanya abans d'arribar a Barcelona, per situar-s'hi també al Paral·lel. El propietari d'aquest era Enric Farrús, associat amb Estanislao Bravo. La burgesia va tornar a sentir interès en el cinema a voltants del 1904, quan es va obrir la Sala Mercè.

## Fructuós Gelabert
Fructuós Gelabert és considerat el pioner i fundador de la cinematografia catalana i espanyola. Va ser un dels assistents a la primera projecció a la sala dels Napoleoón.
Les seves primeres filmacions van ser al 1897: Sortida del públic de l'església parroquial de Santa Maria de Sants i Sortida dels treballadors de l'Espanya Industrial. Més endavant va gravar Baralla en un cafè, a un cafè de Sants.Totes les seves primeres produccions van ser presentades junt amb creacions dels Lumière i Méliès, fins que ell mateix va obrir un cinema.
Altres obres notables són també les adaptacions de les obres teatrals d'Àngel Guimerà: Terra Baixa (1907) i Maria Rosa (1908). Amb aquestes obres pretenia arribar a un públic més selecte, com la burgesia.